# Črneča vas
Črneča vas – wieś w Słowenii, w gminie Kostanjevica na Krki. W 2018 roku liczyła 125 mieszkańców.